# 楊朝祥
楊朝祥，（1947年11月5日—），中華民國政治人物、教育工作者，曾任教育部部長、考選部部長、佛光大學校長，現任佛光山教團系統大學總校長、佛光大學名譽校長。

## 早年生活
1947年，生於汐止。初中進入臺灣省立復興中學就讀，印象最深的就是相思樹林以及富有農村印象的「黃金大道」，在復中初中部刻鑿下奠定生涯發展重要的基礎。高中放棄直升復中高中部的機會，參加高中聯考入師大附中，對化學興趣濃厚，志願是進入相關科系就讀。1970年，在國立臺灣師範大學工業教育學系取得學士學位，1975年在美國明尼蘇達州州立大學工業教育研究所取得碩士學位，1978年在美國賓州州立大學工業職業教育研究所取得博士學位。1978年至1980年，在美國阿肯色州州立大學職業教育學系擔任助理教授，1980年回台，在國立臺灣師範大學擔任副教授，1982年升任正教授後兼任工藝教育學系主任、工業教育研究所所長。

## 研考會主委與教育部長
楊朝祥於1986年進入中華民國教育行政體系，歷任教育部技術及職業教育司司長（1986年－1989年）、常務次長（1989年－1994年）、政務次長（1994年－1997年）；1997年，他出任行政院研考會主委；1999年，時任教育部長的林清江病倒，由他轉任教育部部長，直到2000年5月20日政黨輪替。卸任後，楊朝祥擔任中國國民黨中央常務委員。

## 考選部長
在中華民國第2次政黨輪替國民黨執政後，出任考選部部長。

## 中州技術學院
曾在出任考選部長前擔任中州技術學院董事會董事職務。

## 佛光大學校長
2010年8月2日，因為佛光山星雲法師的邀請下，請辭考選部部長。回歸學術界擔任佛光大學校長（2010－2021）。 

## 國策顧問
2011年1月1日，受聘為國策顧問。
| 中華民國政府職務                   | 中華民國政府職務                                                    | 中華民國政府職務 |
| ---------------------------------- | ------------------------------------------------------------------- | ---------------- |
| 行政院                             |                                                                     |                  |
| 前任： 黃大洲                      | 行政院研究發展考核委員會主任委員 第九任 1997年9月1日－1999年6月16日 | 繼任： 魏啟林    |
| 前任： 林清江                      | 教育部部長 第十九任 1999年6月16日－2000年5月20日                    | 繼任： 曾志朗    |
| 考試院                             |                                                                     |                  |
| 前任： 黃雅榜（代理） 正任：林嘉誠 | 考選部部長 第十四任 2008年9月1日－2010年8月2日                      | 繼任： 賴峰偉    |
| 教育職務                           |                                                                     |                  |
| 佛光大學                           |                                                                     |                  |
| 前任： 翁政義                      | 佛光大學校長 第五任 2010年8月2日—2021年8月2日                       | 繼任： 何卓飛    |